# Gustav Trolle
Gustav Eriksson Trolle (1488-1535) fue el Arzobispo de Upsala, y líder de la Iglesia de Suecia, durante el turbulento período de la Reforma Protestante.

## Biografía
Tras regresar de realizar sus estudios eclesiásticos en las Universidades de Colonia y de la Sapienza en Roma, en el año 1513 fue elegido vicario en Linköping. Un año después se convirtió en Arzobispo de Upsala. En el año 1515 se enfrentó al Regente sueco Sten Sture el Joven, que había extendido el rumor de que el arzobispo se había aliado con el rey Cristián II de Dinamarca. Cierto o no, el Arzobispo Trolle fue despojado de su posición eclesiástica y asediado en su mansión arzobispal de Almarestäket en el lago Mälaren. Durante el invierno de 1517, Almarestäket fue destruida por orden del gobierno sueco.
Este y otros incidentes provocaron la intervención del rey Cristián II de Dinamarca, y Trolle se encontraba entre los nobles y dignatarios que apoyaron al rey danés. En el año 1520 el rey Cristián II invadió Suecia con sus tropas y Gustav Trolle fue recompensado volviendo a ocupar su posición como Arzobispo de Upsala, coronando a Cristián II como rey de Suecia el 4 de noviembre. Su actuación apoya la teoría de que el arzobispo y el monarca se encontraban aliados durante el período previo a la conquista de Suecia.

## ElBaño de sangre de Estocolmo
Después de que el rey Cristián II aplastara la resistencia de los suecos a su gobierno, legitimado por la Unión de Kalmar, el arzobispo le presentó una lista de enemigos y antagonistas que lo habían depuesto y ordenado la destrucción de Almarestäket. El rey Cristián II convocó a numerosos nobles suecos (el número varía según las fuentes, algunas dicen 100, otras 20) y los ordenó ejecutar en lo que sería llamado el Baño de sangre de Estocolmo el 10 de noviembre de 1520. Los detalles y el número de nobles ejecutados son inciertos, porque el propio Cristian parece que exageró la acción para que tuviera el mayor impacto público posible, y posteriormente el rey Gustavo I de Suecia también incrementó el número de muertos para conseguir un mayor apoyo nobiliario y popular durante su guerra contra Dinamarca.
Cristián II regresó a Copenhague unos pocos meses después y el Arzobispo Trolle fue uno de los dignatarios que quedaron a cargo del gobierno sueco. Fue un personaje impopular y en septiembre de 1521 fue obligado a abandonar Suecia y se trasladó a Dinamarca, donde vivió durante varios años. En 1526 se reunió con el rey Cristián II en los Países Bajos. Cristián acababa de ser destronado y estaba reuniendo apoyos para recuperar el trono. Renunció a su fe luterana para conseguir el apoyo de la Iglesia católica. Reunió un ejército y se dirigió hacia Noruega en 1530.
Después de varios años de guerra, Gustav Trolle fue  herido en una batalla en Øksnebjerg en Fyn, Dinamarca, en 1535, cayendo en manos de sus enemigos y muriendo en prisión ese mismo año. Fue enterrado en la catedral de la ciudad de Schleswig.
Fue descrito por Olaus Petri como un hombre rígido y obstinado. Durante mucho tiempo tras su muerte fue considerado un traidor por los suecos, incluyendo los historiadores suecos del siglo XIX como Anders Fryxell.